# 槐記
『槐記』（かいき）とは、18世紀初頭の摂関・太政大臣であった近衛家熙の言行を、その侍医で遠州流の茶人でもあった山科道安が記した日記。はじめは『槐下与聞』と題された。
享保9年（1724年）正月に始まり、享保20年（1735年）正月まで至る。自筆本は明治26年（1893年）に火災にあい、4冊のみが近衛家陽明文庫に残る。公家の文化や学問に関する記述が多く、特に茶の湯や香道、花道に関する文献として重視されている。茶道に関して、近衛家熙は宗和流、山科道安は遠州流であるため、両流派からみた当時の京における茶道界について記された記録は極めて貴重である。

## 書誌情報
- 刊本
  - 『槐記』山田茂助（京都聖華房）、1900年
  - 『槐記』（史料大観）哲学書院、1900年
- 注釈
  - 佐伯大太郎注『槐記註釋』立命館出版部、1937年
  - 柴田実校注『槐記』（茶道古典全集第五巻）淡交社、1958年
  - 野村貴次校注『槐記』『近世随想集』（日本古典文学大系96）、岩波書店、1965年